# Tempio di Ops
Il Tempio di Ops (o Tempio di Opi o Opis) era un tempio dedicato alla terra dispensatrice dell'abbondanza agraria sul Campidoglio a Roma.

## Descrizione
Si ipotizza si trovasse nella parte meridionale dell'Area Capitolina, un po' più a nord del tempio di Fides, nel vasto piazzale davanti al tempio di Giove Capitolino, franato a più riprese.
Alcuni hanno riconosciuto come frammenti del tempio di Ops alcuni materiali scoperti nei pressi della chiesa di Sant'Omobono: una parte di podio in opera cementizia, frammenti di colonne e una grande testa marmorea femminile, probabilmente l'acroterio di culto.
È però più probabile che tali materiali fossero del tempio di Fides, per la scoperta anche di iscrizioni bilingui in greco e latino e frammenti di trattati del Senato romano con popolazioni dell'Asia Minore, essendo Fides la dea protettrice dei rapporti diplomatici.
| Planimetria del Campidoglio antico |
| --- |
| Area capitolina Arx Forum Romanum Fori Imperiali Velabro Tempio di Giove capitolino Tabularium Tempio di Giunone Moneta Teatro di Marcello Forum Holitorium Tempio di Bellona Tempio di Giove Feretrio Tempio di Veiove Auguraculum Iseum Tempio di Giove Custode (?) Tempio della Concordia (?) Tempio di Giove Conservatore Altare Tensarum Tempio di Giove Tonante Clivus Capitolinus Centus Gradus Porta Pandana Tempio di Giano Tempio di Giunone Sospita Tempio di Spes Tempio di Augusto Asylum Inter duos lucos Vico Giugario Campo di Marte Portico degli Dei Consenti Tempio di Vespasiano Tempio della Concordia Tullianum Clivus Argentarius Tempio di Venere Ericina Tempio di Mens (?) Tempio di Fides (?) Tempio di Ops (?) Arco di Scipione Tempio di Saturno Basilica Giulia |